# Laa an der Thaya
Laa an der Thaya est une ville autrichienne du district de Mistelbach en Basse-Autriche.

## Géographie
La commune est située dans le nord du Weinviertel, tout près de la frontière avec la République tchèque et la région historique de Moravie. La rivière Thaya (Dyje), régularisée depuis longtemps, coule au nord du territoire municipal.
La ville  possède un raccordement direct avec le réseau de la S-Bahn de Vienne.

## Histoire

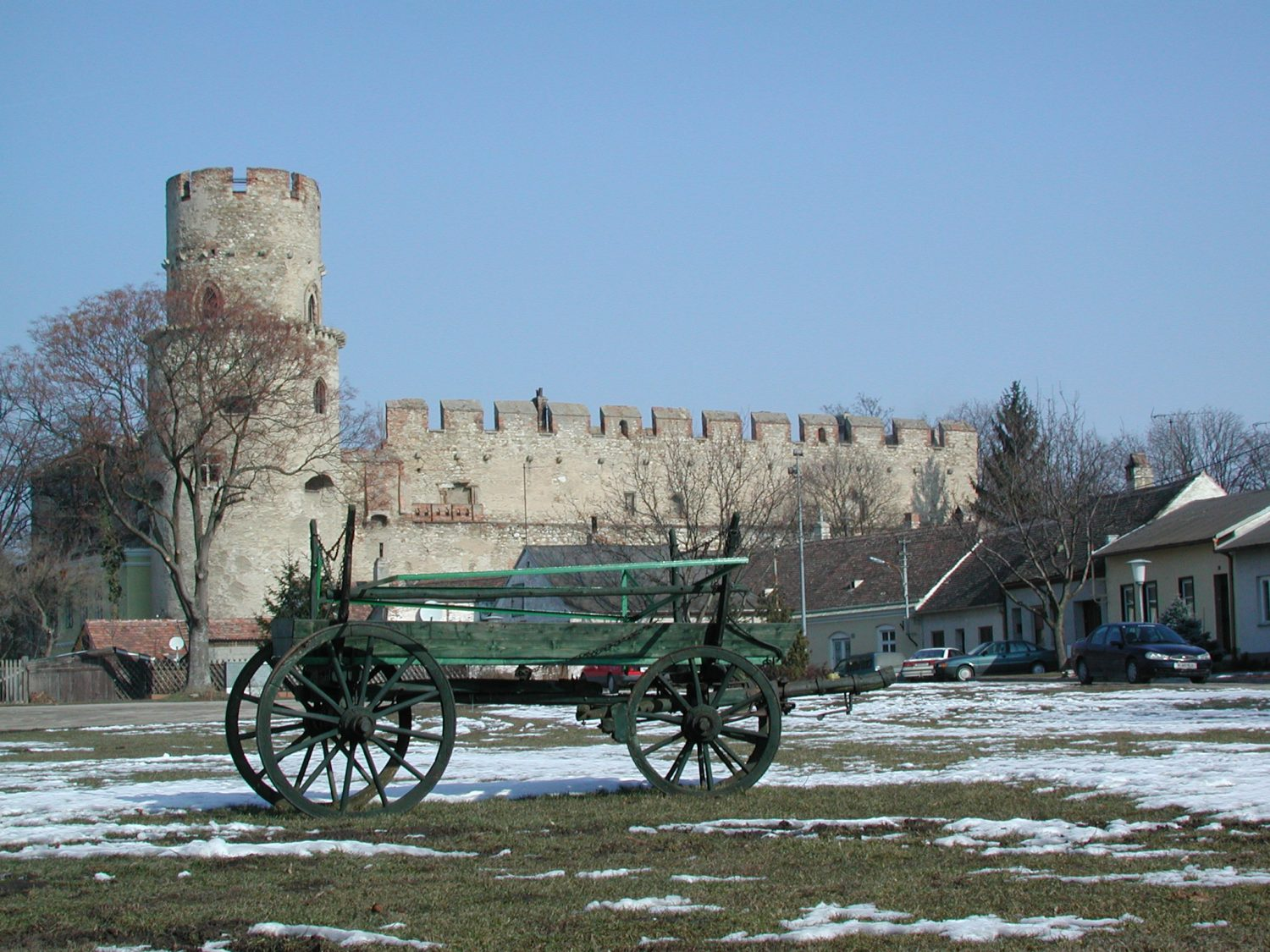
La forteresse de Laa.

Un village situé près d'un passage à gué sur la Thaya fut évoqué pour la première fois en 1150, dans un acte du diocèse de Passau. À la fin du XIIe siècle, les souverains de la maison de Babenberg occupaient ce point stratégique ; le duc Léopold VI d'Autriche y fonda une ville vers l'an 1230. À la mort de son fils Frédéric le Batailleur en 1246, la dynastie s'éteignit et Ottokar II de Bohême puis Rodolphe de Habsbourg devenaient les maîtres.
Intégrée dans les territoires héréditaires des Habsbourg, l'importance de la ville frontalière décroît au fil des siècles, bien que  des personnages illustres y séjournèrent, dont le philosophe Albert de Saxe († 1390) et l'astronome Johannes von Gmunden († 1442). Laa a été fortement frappée par les campagnes militaires des hussites en 1426 ; la reconstruction de la cité va durer plusieurs décennies. Selon la tradition locale, Enea Silvio Piccolomini, le futur pape Pie II, a été curé de la paroisse à partir de 1442. La ville fut à nouveau dévastée par des troupes bohémiennes et suédoises au cours de la guerre de Trente Ans.
La situation économique de la ville ne s'est améliorée qu'avec la régulation de la Thaya au milieu du XIXe siècle et la construction des voies ferrées de Vienne à Brno, inaugurées en 1869. Néanmoins, la dissolution de la monarchie austro-hongroise après la Première Guerre mondiale a entraîné de nouvelles difficultés pour la ville frontière. Vers la fin de la Seconde Guerre mondiale, Laa fut involvée dans des combats entre l'Armée rouge et les soldats de la Wehrmacht. Un cimetière militaire russe et une chapelle orthodoxe, construite en 2018 sur le modèle de l'église de l'Intercession-de-la-Vierge sur la Nerl à l'initiative du milliardaire Oleg Deripaska, rendent hommage aux victimes.
La ville faisait partie de la zone d'occupation soviétique jusqu'en 1955 et se trouvait presqu'immédiate au rideau de fer. À la suite de la chute des régimes communistes en Europe et l'ouverture de la frontière, elle connaît à nouveau une croissance économique.

## Personnalités
- Franz Abel (1860-1919), sculpteur, né à Laa ;
- Paul Löwinger (1904–1988), acteur, né à Laa ;
- Johanna Mikl-Leitner (née en 1964), femme politique, y a passé sa scolarité ;
- Michael Stavarič (né en 1972), écrivain et traducteur, émigra de la République socialiste tchécoslovaque à Laa en 1979.

## Jumelages
La ville de Laa an der Thaya est jumelée avec :
- Garching an der Alz (Allemagne) depuis 2003 ;
- Świętochłowice (Pologne) depuis 2004 ;
- Chrlice, un district de Brno (Tchéquie), depuis 2005.